# Amel Tuka
Amel Tuka (* 9. ledna 1991 Kakanj) je atlet z Bosny a Hercegoviny, specialista na běhy na středních tratích a držitel národních rekordů na 400 i 800 m. Je členem klubu AK Zenica. Vrcholovému sportu se věnuje teprve od roku 2008.

## Závodní kariéra
Získal bronzovou medaili v běhu na 800 m na mistrovství Evropy v atletice do 23 let 2013 a na mistrovství světa v atletice 2015, což byla vůbec první medaile pro samostatnou Bosnu a Hercegovinu z atletického mistrovství světa. Na mistrovství Evropy v atletice byl na osmistovce šestý v roce 2014 a čtvrtý v roce 2016. Byl vlajkonošem bosenské výpravy na olympiádě 2016, kde v běhu na 800 metrů vypadl v semifinále, když zaběhl dvanáctý nejrychlejší čas. Také vyhrál osmisetmetrovou trať na mistrovství Balkánu v atletice 2012 a na mítinku Herculis v roce 2015, kde porazil mistra světa Mohammeda Amana a vytvořil časem 1:42,51 nejlepší světový výkon roku.

## Osobní rekordy
- 400 m: 47,19
- 800 m: 1:42,51
- 800 m hala: 1:48,86